# Summer Holy Night
Summer Holy Night（サマー ホリィ ナイト）は、1983年5月1日に発表された早見優の3枚目オリジナルアルバム『LANAI』に収録されている曲。アルバム発売会社はトーラスレコード。

## データ
- 作詞：三浦徳子
- 作曲：亀井登志夫
- 編曲：村松邦男